# Mussurana montana
Mussurana montana är en ormart som beskrevs av Franco, Marques och Puorto 1997. Mussurana montana ingår i släktet Mussurana och familjen snokar. Inga underarter finns listade i Catalogue of Life.
Arten förekommer i nordvästra São Paulo och södra Minas Gerais (båda Brasilien). Honor lägger 7 till 11 ägg per tillfälle. Ormen lever i kulliga regioner vid 750 meter över havet. Den vistas i ursprungliga gräsmarker och har ödlor samt mindre ormar som föda. Exemplaren blir utan svans 790 till 940 mm långa.
Mussurana montana hittas i flera skyddszoner. IUCN listar arten som livskraftig (LC).